# أولاد سالم بحري
قرية أولاد سالم بحري هي إحدى القرى التابعة لمركز دار السلام بمحافظة سوهاج في جمهورية مصر العربية. حسب إحصاءات سنة 2006، بلغ إجمالي السكان في أولاد سالم بحري 12240 نسمة، منهم 5947 رجل و6293 امرأة.